# Phyllodoce dissotyla
Phyllodoce dissotyla är en ringmaskart som beskrevs av Willey 1905. Phyllodoce dissotyla ingår i släktet Phyllodoce och familjen Phyllodocidae. Inga underarter finns listade i Catalogue of Life.